# Żurawina wielkoowocowa
Żurawina wielkoowocowa, borówka wielkożurawinowa (Vaccinium macrocarpon Aiton) – gatunek rośliny wieloletniej z rodziny wrzosowatych. Reprezentuje tradycyjnie w literaturze polskiej wyróżniany rodzaj żurawina, który od lat 80. XX wieku w światowej literaturze botanicznej opisywany jest już raczej tylko jako sekcja w obrębie rodzaju borówka (Vaccinium). Występuje naturalnie na mokradłach we wschodniej części Ameryki Północnej, ale rozprzestrzeniony został w uprawie i zdziczał także w zachodniej części tego kontynentu oraz w Europie. Ma duże znaczenie gospodarcze z powodu okazałych, jadalnych owoców.

## Morfologia

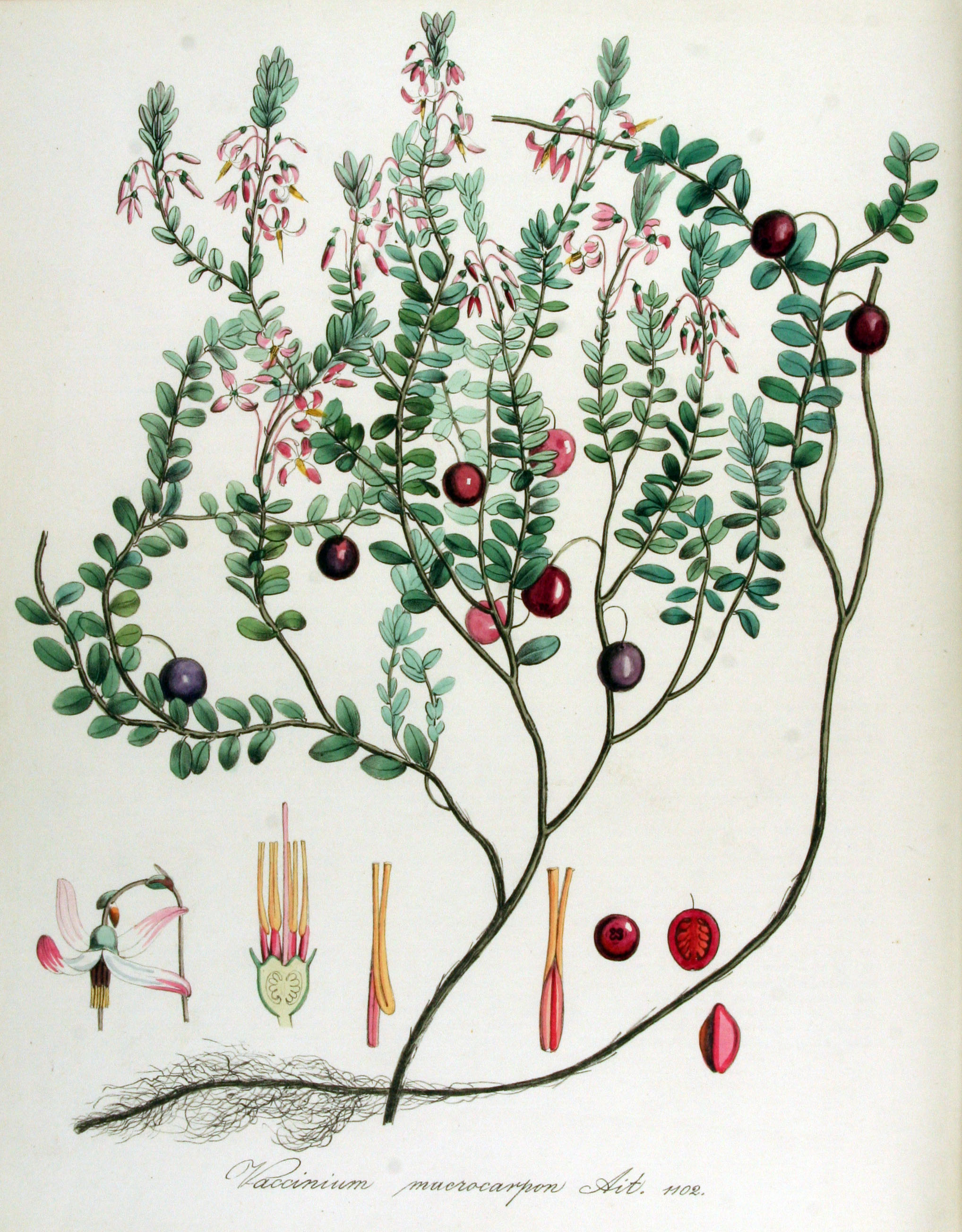
Morfologia

ŁodygaPłożące pędy osiągają od 0,4 do 1,5 m długości.
LiścieZimotrwałe, drobne, eliptycznolancetowate do eliptycznych, o brzegu lekko podwiniętym, od spodu sinawe, z wierzchu zielone.
KwiatyWyrastają na szypułkach długości 2–3 cm, na których znajdują się również dwa podkwiatki o długości do 1,5 mm. Działki kielicha niepozorne. Płatki białe do różowych, silnie do tyłu odgięte, o długości od 6 do 10 mm. Nitki pręcików owłosione.
OwoceKuliste jagody o barwie czerwonej do różowej, o średnicy 1–2 cm.

## Wymagania
Żurawina należy do roślin wrzosowatych, dlatego preferuje gleby bardzo kwaśne (pH 3,2-4,5), przepuszczalne i z dużą zawartością próchnicy. Ze względu na płytki system korzeniowy źle znosi niedobór wody, dlatego w czasie uprawy należy dbać o to, aby podłoże było stale wilgotne. 
Żurawina najlepiej rośnie w miejscach słonecznych, gdyż wtedy jej owoce ładnie się wybarwiają, zaś w cieniu pozostają zielone nawet wtedy, kiedy w pełni dojrzeją. Żurawina posadzona w miejscu zacienionym o wiele słabiej owocuje.

## Systematyka
Status taksonomiczny zarówno gatunku, jak i rodzaju żurawina pozostawał długi czas niepewny. Według nowszych ujęć taksonomicznych gatunek ten włączany jest do rodzaju borówka (Vaccinium) jako Vaccinium macrocarpon Aiton.
W obrębie gatunku wyhodowano liczne odmiany.

## Zastosowanie

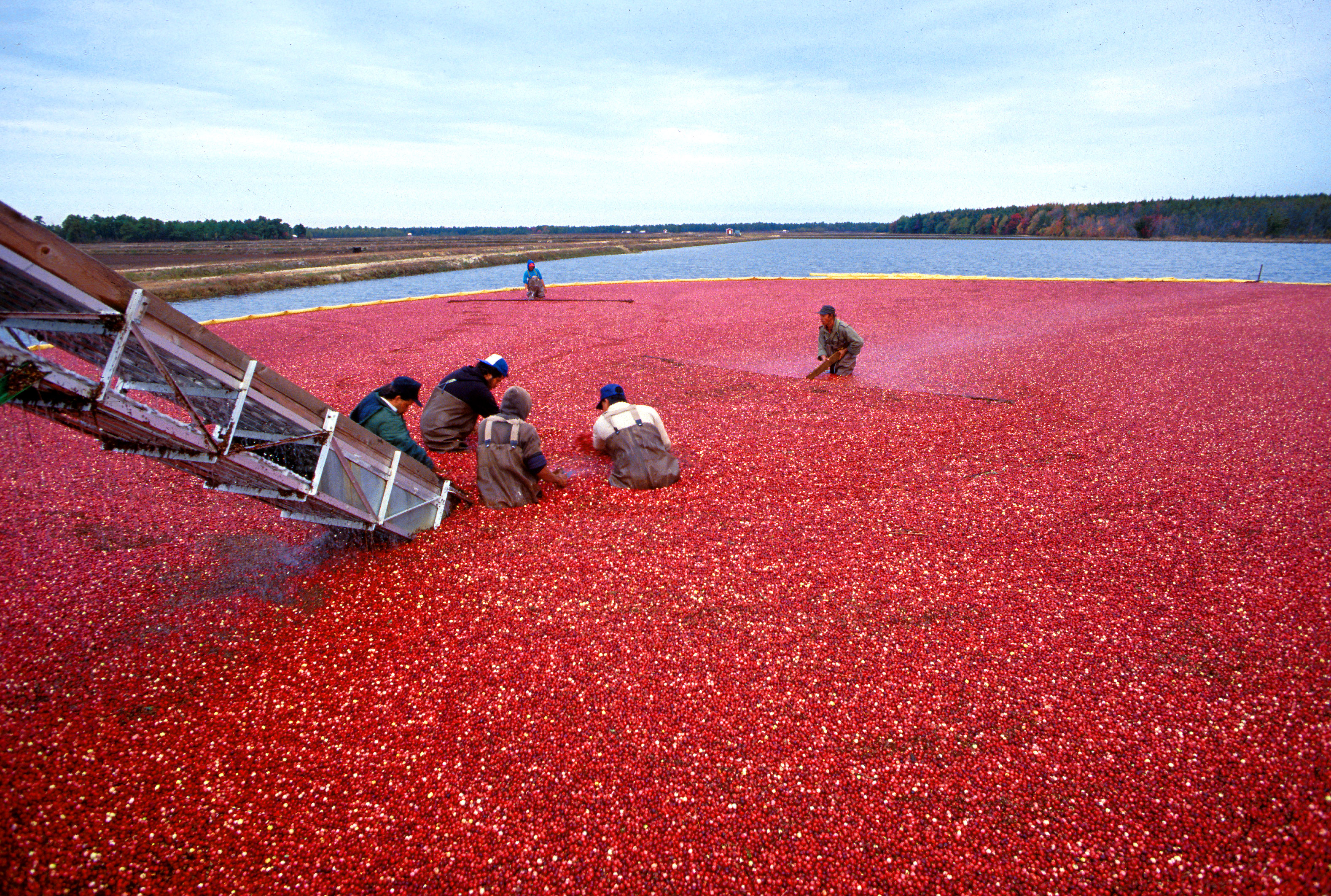
Zbiór żurawiny w amerykańskim stanie New Jersey (mycie owoców)

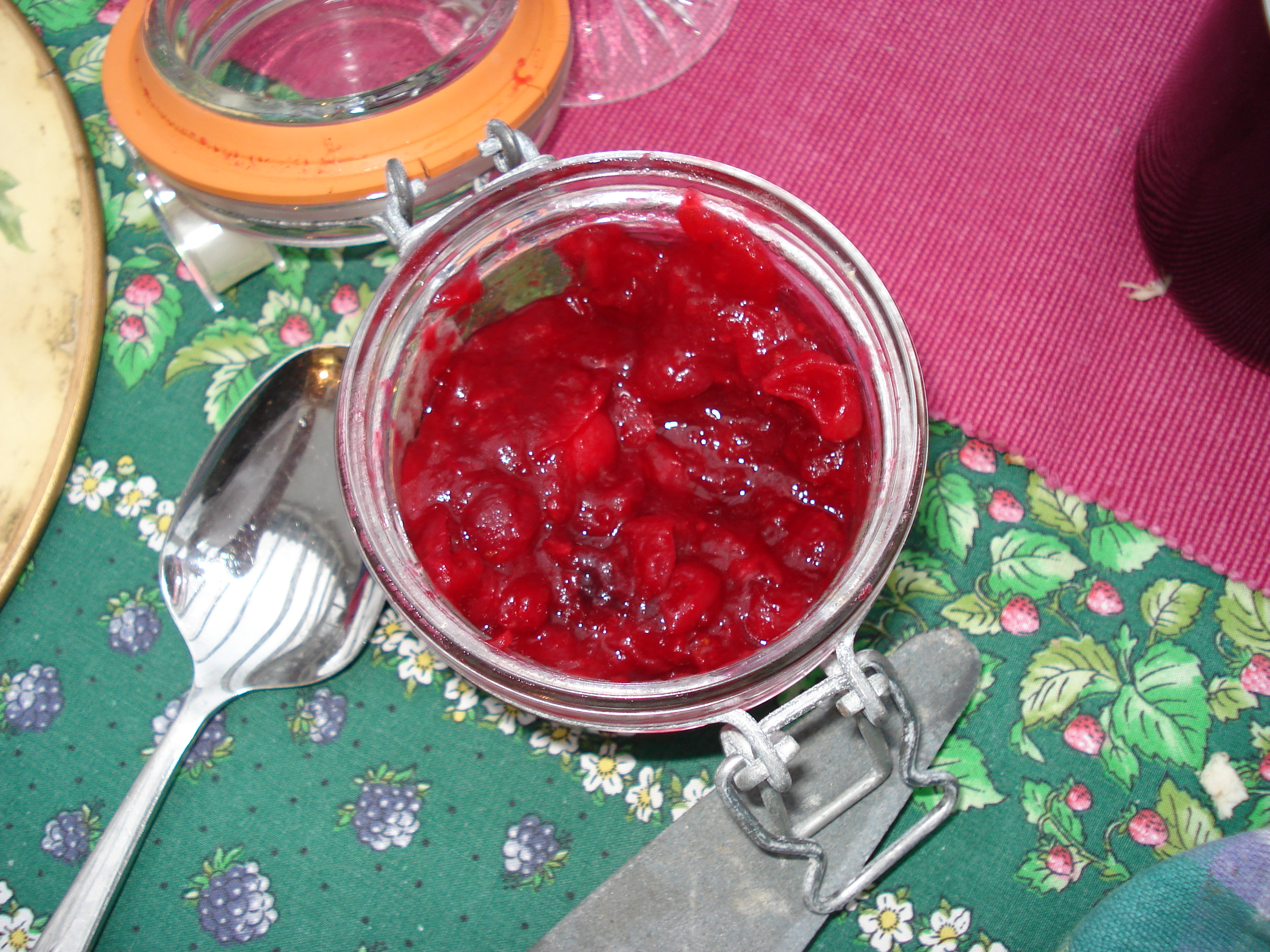
Sos żurawinowy

Mimo że oba gatunki żurawin dostarczają jadalnych jagód, to ze względu na silniejszy wzrost i większe owoce (do 20 mm średnicy, podczas gdy europejska żurawina błotna ma jagody do 8 mm średnicy) na większą skalę uprawia się żurawinę wielkoowocową. Uprawiana jest głównie w Kanadzie, Stanach Zjednoczonych, Wielkiej Brytanii i Holandii. Z owoców wyrabia się galaretki i sos żurawinowy, stanowiące tradycyjny dodatek do dziczyzny i indyka.